# Bataille d'al-Mazraa
Grande révolte syrienne
La Bataille d'al-mazra'a (en arabe : معركة المزرعة) a été l'une des plus importantes batailles de la Grande Révolte Syrienne, pendant le Mandat français en Syrie. Elle s'est déroulée les 2 et 3 août 1925 entre les rebelles Druzes alliés aux Bédouins dirigés par le Sultan Pacha al-Atrash et les forces françaises de l'Armée du Levant, lourdement armés, près de la ville d'al-Mazraa, à environ 12 kilomètres ( Unité «  » inconnue du modèle {{Conversion}}.) au nord-ouest de la ville d'al-Suwayda.

## Prélude
La France prit la direction de la région sous mandat de la Société des Nations en 1920, après la victoire des alliés sur l'Empire ottoman pendant la Première Guerre mondiale. 
L'autorité française dans la région fut définitivement établie après la victoire contre les forces de l'émir Fayçal) au cours de la bataille de Khan Mayssaloun le 24 juillet 1920. 
Les autorités françaises divisèrent alors le territoire syrien en zones autonomes sur la base de répartitions religieuses et tribales. Le djebel el-Druze, dans la région du Hauran, composé à 90 % de Druzes reçut donc ce statut. 
Alors que les Druzes, contrairement aux Arabes chrétiens et aux Arabes sunnites, ne participèrent pas aux mouvements du nationalisme syrien, ils se méfièrent des règles imposées par les Français pendant les premières années du mandat. En raison de leurs conflits avec les maronites, très proches des Français avant la Première Guerre mondiale, ils se méfiaient d'éventuelles représailles.
Au cours des premières années, les Druzes, sous la direction de la famille al-Atrash furent satisfaits des règles imposées. Mais des désaccords survinrent concernant leurs velléités d'extension d'autonomie, les pouvoirs de la famille al-Atrash ainsi que sur les contraintes de plus en plus pesantes imposées par les autorités françaises. Le conflit avec les autorités commença en juillet 1922 avec les Druzes du Hauran quand ils choisirent de protéger le rebelle libanais Adham Khanjar, suspecté d'avoir tenté d'assassiner le haut-commissaire Henri Gouraud. Lorsque Khanjar fut interpellé à al-Qurayya, près de la résidence de Sultan el-Atrache, les guerriers druzes attaquèrent l'escorte, tuant le lieutenant Bouxin. 
En 1921, en violation du traité franco-druze en vigueur, les autorités françaises avaient désigné le capitaine Carbillet comme gouverneur de Djebel el-Druze en lieu et place d'un Druze. 
Les tensions avec les al-Atrash augmentèrent, particulièrement après octobre 1924. La volonté des autorités françaises de modifier le système d'imposition, d'imposer les règles françaises en matière de construction, de droit, de circulation exacerbèrent le ressentiment local.
Après l'arrestation, sur ordre du haut-commissaire, le général Maurice Sarrail, de trois cheikhs Druzes de Palmyre, le 11 juillet 1925, le Sultan al-Atrash lança une révolte armée connue sous le nom de Grande Révolte Syrienne. Après avoir abattu un avion de reconnaissance français, ses troupes attaquèrent une colonne de soldats, en tuant 111 sur 174 au cours de la bataille d'al-Kafr le 22 juillet.

## Bataille
À la suite de la défaite française à al-Kafr, le général Michaud prépara une expédition punitive à partir de son état-major de Damas contre les Druzes. Le nombre total des soldats français a été estimé à 3 500. Le 29 juillet, les rebelles d'al-Arash détruisent les voies de chemin de fer à al-Mismiyya entre Damas et Deraa ainsi que des portions de la route pavée entre Izra' et al-Suwayda, ralentissant ainsi la progression des troupes de Michaud Dans la ville d'Izra', la garnison française se composait de près de 1 000 soldats français et plus de 2 000 Syriens et soldats de l'Armée d'Afrique. Cette force était composée de trois bataillons d'infanterie et demi, flanqués de trois escadrons de cavalerie et soutenus par des véhicules blindés et de l'artillerie. Le 31 juillet, la colonne française entama sa progression sous la chaleur estivale et entra dans la ville de Busra al-Harir, qui était alors en période de sécheresse.
Les Français atteignirent ensuite la ville de al-Mazraa à l'entrée du djebel el-Druze, après une marche de 25 kilomètres, le 2 août. Le terrain était essentiellement plat avec peu de végétation. Tout déplacement dans la plaine était facilement détectable depuis les pentes du djebel el-Druze et les troupes d'al-Atrash purent aisément observer la colonne entrer dans la ville. La cavalerie d'al-Atrash, formée d'environ 500 cavaliers druzes et bédouins lança l'assaut sur la colonne française, lui infligeant des pertes modérées avant de se replier.
Par la suite, au cours des premières heures du 3 août, les hommes d'al-Arash lancèrent une deuxième attaque, sur le convoi de munitions et de logistique cette fois, l'obligeant à battre en retraite vers Izra'. Par conséquent, et en raison du climat et des conditions, le Général Michaud décidé également de se replier vers Izra'. En voyant une partie des troupes françaises se replier, al-Atrash décida de lancer ses troupes à l'assaut pour leur couper définitivement a route de Soueïda. Le commandant en second des troupes, le commandant Jean Aujac à la tête du 42e bataillon de tirailleurs malgaches protégea son repli. Son unité fut anéantie.
Les survivants de l'arrière-garde malgache s'enfuirent après le suicide de leur chef.
À la fin de la bataille, 1 029 soldats français, sénégalais et malgaches des soldats ainsi que leurs supplétifs syriens avaient été tués ou blessés, tandis que la majorité du reste des troupes avait été capturée ou avait fui.

## Suite

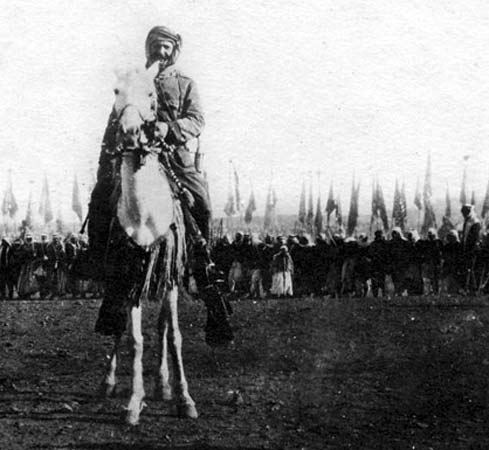
Cheikh el Hilal al-Atrash, à la tête de ses troupes le 24 août 1925

La bataille d'al-Mazraa fut une grande victoire pour le Sultan al-Atrash et ses hommes qui s'emparèrent de 2 000 fusils avec munitions et équipements, de plusieurs mitrailleuses et d'une batterie d'artillerie,. Des négociations entre les autorités françaises, représentées par le capitaine Raynaud, et les cheikhs Druzes, dirigés Hamad al-Atrash, débutèrent le 11 août. Les Français souhaitaient la libération de tous les prisonniers militaires et le droit d'enterrer leurs morts laissés sur les deux champs de bataille de al-Kafr et al-Mazraa. Les Druzes exigèrent la libération de dix des leurs, capturés à la citadelle d'al-Suwayda le 3 juillet ainsi que des cheikhs Druzes emprisonnés à Palmyre. Le 14 août, l'échange de prisonniers eut lieu dans le village d'Umm Walad dans le Hauran, sur le site de la négociation. Plus de 2 000 cavaliers Druzes assistèrent à l'échange afin de célébrer la libération de leurs camarades.
La France avait alors perdu son autorité sur la région de Jabal al-Druze malgré le fait qu'une garnison continue à assurer le contrôle d'al-Suwayda pendant encore un mois. A court d'équipement et de vivres, les troupes françaises se retirèrent d'al-Suwayda le 24 septembre, laissant une grande partie de la ville détruite. A l'issue de cette défaite, préjudiciable aux autorités du Mandat français sur la Syrie et le Liban le général Michaud fut rappelé en France à titre disciplinaire,. Il fut alors remplacé par le général Maurice Gamelin.
La nouvelle de la victoire du Sultan al-Atrash atteignit Damas peu de temps après la fin de cette bataille, incitant les nationalistes syriens à rejoindre le mouvement de révolte des Druzes. Au cours des mois suivants, la plupart des régions sous domination française en Syrie entrèrent ainsi en rébellion. Al-Atrash était considéré comme un héros par les habitants de Jabal al-Druzes et les nationalistes de tout le pays. Ses forces furent, par la suite, vues par les dirigeants nationalistes de Damas, en particulier Abd al-Rahman Shahbandar, comme l' avant-garde du mouvement nationaliste pour l'indépendance Arabe en Syrie.